# Дупљај
Дупљај је насељено место града Ваљева у Колубарском округу. Према попису из 2022. било је 276 становника.
Овде се налази ОШ „Свети Сава” ИО Дупљај.

## Историја
Први помен села је забележен у турском попису (тефтеру) за хиџретску 934. годину, тј. 1527/1528. годину по садашњем рачунању времена.

Транскрибован на модерни турски, са османске арабице, унос са 217. странице тефтера TD 144 је гласио овако:
Doplay karye, Valyeva nahiye - Село Допљај (или Дупљај), Нахија Ваљево

## Демографија
У насељу Дупљај живи 369 пунолетних становника, а просечна старост становништва износи 44,1 година (42,5 код мушкараца и 45,7 код жена). У насељу има 156 домаћинстава, а просечан број чланова по домаћинству је 2,90.
Ово насеље је великим делом насељено Србима (према попису из 2002. године), а у последња три пописа, примећен је пад у броју становника.
|  |

| Демографија | Демографија | Демографија |
| Година      | Становника  | Становника  |
| ----------- | ----------- | ----------- |
| 1948.       | 736         |             |
| 1953.       | 760         |             |
| 1961.       | 720         |             |
| 1971.       | 666         |             |
| 1981.       | 601         |             |
| 1991.       | 524         | 513         |
| 2002.       | 452         | 477         |

| Етнички састав према попису из 2002.‍ | Етнички састав према попису из 2002.‍ | Етнички састав према попису из 2002.‍ | Етнички састав према попису из 2002.‍ | Етнички састав према попису из 2002.‍ |
| ------------------------------------ | ------------------------------------ | ------------------------------------ | ------------------------------------ | ------------------------------------ |
|                                      |                                      |                                      |                                      |                                      |
| Срби                                 | Срби                                 |                                      | 444                                  | 98,23%                               |
| непознато                            | непознато                            |                                      | 0                                    | 0,0%                                 |

| Година пописа     | 1948. | 1953. | 1961. | 1971. | 1981. | 1991. | 2002. |
| ----------------- | ----- | ----- | ----- | ----- | ----- | ----- | ----- |
| Број домаћинстава | 131   | 138   | 151   | 157   | 160   | 144   | 156   |

| Број чланова      | 1  | 2  | 3  | 4  | 5  | 6  | 7 | 8 | 9 | 10 и више | Просек |
| ----------------- | -- | -- | -- | -- | -- | -- | - | - | - | --------- | ------ |
| Број домаћинстава | 52 | 30 | 23 | 15 | 15 | 15 | 4 | 0 | 2 | 0         | 2,90   |

| Пол    | Укупно | Неожењен/Неудата | Ожењен/Удата | Удовац/Удовица | Разведен/Разведена | Непознато |
| ------ | ------ | ---------------- | ------------ | -------------- | ------------------ | --------- |
| Мушки  | 189    | 59               | 110          | 13             | 6                  | 1         |
| Женски | 193    | 22               | 109          | 53             | 9                  | 0         |
| УКУПНО | 382    | 81               | 219          | 66             | 15                 | 1         |

| Пол    | Укупно                    | Пољопривреда, лов и шумарство | Рибарство                            | Вађење руде и камена | Прерађивачка индустрија       |
| ------ | ------------------------- | ----------------------------- | ------------------------------------ | -------------------- | ----------------------------- |
| Мушки  | 157                       | 122                           | 0                                    | 1                    | 13                            |
| Женски | 114                       | 106                           | 0                                    | 0                    | 3                             |
| УКУПНО | 271                       | 228                           | 0                                    | 1                    | 16                            |
| Пол    | Производња и снабдевање   | Грађевинарство                | Трговина                             | Хотели и ресторани   | Саобраћај, складиштење и везе |
| Мушки  | 1                         | 7                             | 5                                    | 0                    | 1                             |
| Женски | 0                         | 0                             | 3                                    | 0                    | 0                             |
| УКУПНО | 1                         | 7                             | 8                                    | 0                    | 1                             |
| Пол    | Финансијско посредовање   | Некретнине                    | Државна управа и одбрана             | Образовање           | Здравствени и социјални рад   |
| Мушки  | 0                         | 2                             | 1                                    | 1                    | 0                             |
| Женски | 0                         | 0                             | 1                                    | 1                    | 0                             |
| УКУПНО | 0                         | 2                             | 2                                    | 2                    | 0                             |
| Пол    | Остале услужне активности | Приватна домаћинства          | Екстериторијалне организације и тела | Непознато            | Непознато                     |
| Мушки  | 0                         | 0                             | 0                                    | 3                    | 3                             |
| Женски | 0                         | 0                             | 0                                    | 0                    | 0                             |
| УКУПНО | 0                         | 0                             | 0                                    | 3                    | 3                             |

## Галерија
- Дупљај - Панорама
- Дупљај - Панорама
- Дупљај - Панорама
- Дупљај - Панорама
- Дупљај - Панорама
- Дупљај - Панорама
- Дупљај - Црква свете Тројице
- Дупљај - Црква свете Тројице